# Carles Sans i Padrós
Carles Sans i Padrós (Badalona, Barcelonès, 5 de juliol de 1955) és un actor, mim i director de teatre català, membre fundador amb Paco Mir i Joan Gràcia de la companyia de teatre gestual Tricicle. Va estudiar a l'Institut del Teatre.
Ha dirigit alguns curtmetratges nominats als Premis Goya: Quien mal anda mal acaba i David. Ha dirigit i adaptat la pel·lícula de Fernando León de Aranoa: Familia i l'òpera per a un públic infantil El barber de Sevilla de Rossini. El 2020 va estrenar el monòleg Per fi sol!.